# Fissidens yasudae
Fissidens yasudae är en bladmossart som beskrevs av Brotherus och Iishiba 1932. Fissidens yasudae ingår i släktet fickmossor, och familjen Fissidentaceae. Inga underarter finns listade i Catalogue of Life.